# Gery Keszler

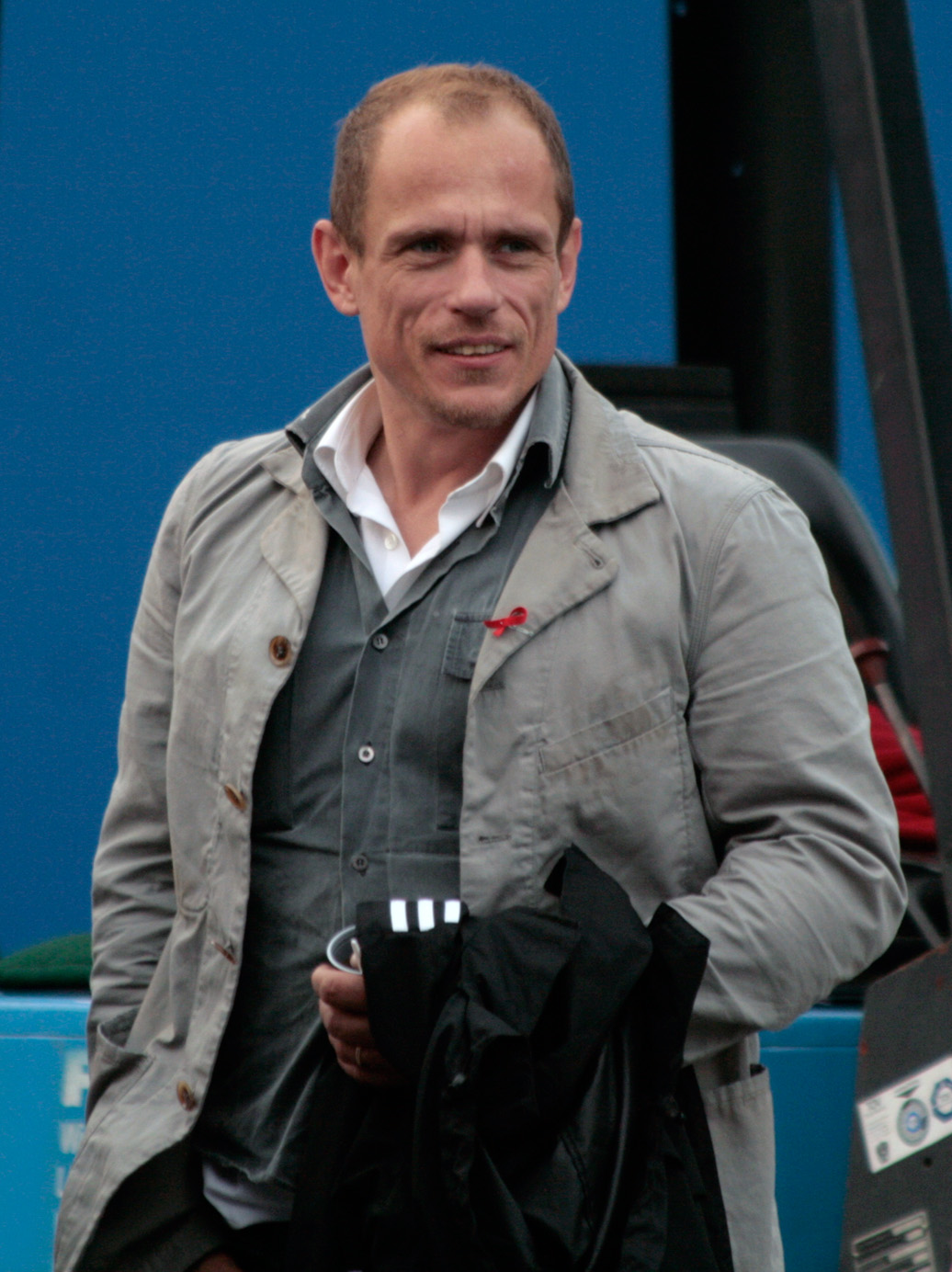
Gery Keszler (2009)

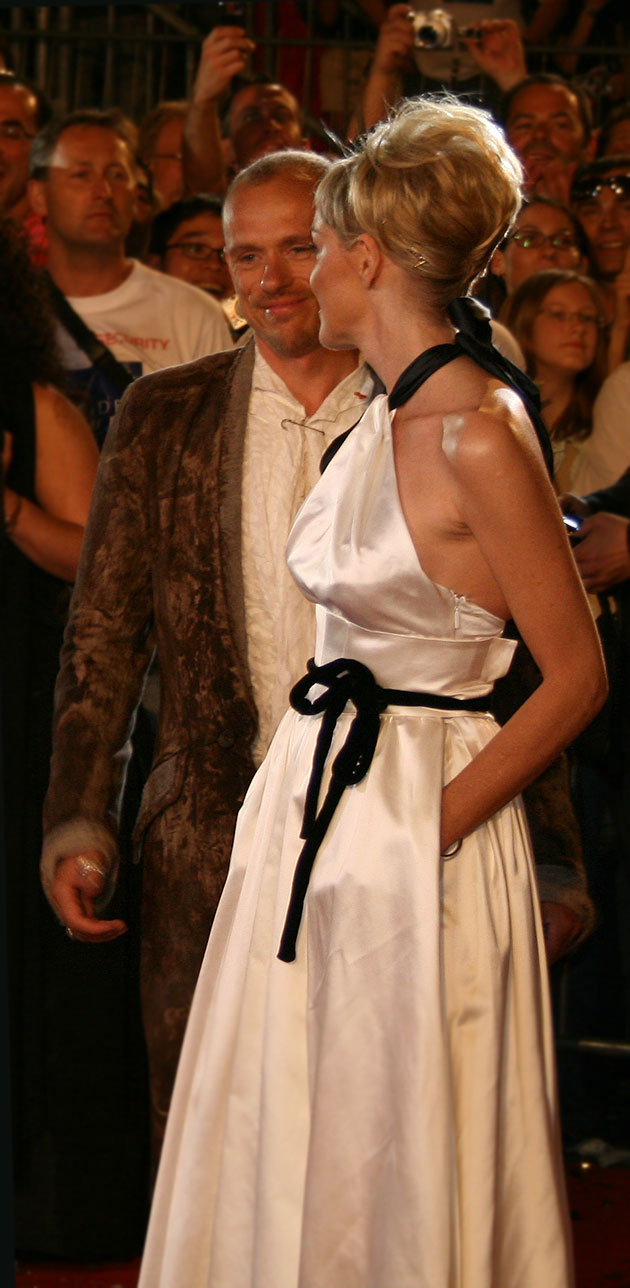
Keszler (l.) mit Hollywood-Star Sharon Stone (r.); 2007

Gerald „Gery“ Keszler (* 27. Juli 1963 in Mödling, Niederösterreich) ist ein österreichischer Manager und ehemaliger Visagist. Bekannt wurde er als einer der Gründer und langjähriger Organisator des Life Balls, der größten Charity-Veranstaltung zu Gunsten HIV-infizierter und an AIDS erkrankter Menschen.

## Leben und Wirken
Keszler besuchte die Volksschule in Brunn am Gebirge und wechselte 1973 in die dortige Integrierte Gesamtschule. Ab 1977 besuchte er die Abteilung Feinmechanik an der HTL in Mödling. Er arbeitete sechs Monate bei einer Optikfirma in seinem erlernten Beruf, ging 1983 nach Australien und verdiente seinen Lebensunterhalt unter anderem als Opalschürfer und Zirkuskoch. Er reiste dann weiter durch Südostasien und sammelte spirituelle Erfahrungen.
In Australien hat er sich im Alter von 20 Jahren mit HIV infiziert, was er im Rahmen seiner Eröffnungsrede des Life Ball 2015 öffentlich machte.
Als er nach Österreich zurückkam, ließ er sich Mitte der 1980er Jahre zum Visagisten ausbilden, war Mitbegründer von „Die Agentur“ und verlegte 1987 seinen Wohnsitz nach Paris. Dort arbeitete er in der Folge für französische Medien wie „Vogue“, „Dépêche mode“ oder „Marie Claire“ und internationale Designer wie Thierry Mugler, Vivienne Westwood oder Jean-Paul Gaultier als Make-up-Artist.
1992 reifte die Idee zum Life Ball, und er gründete mit Torgom Petrosian den Verein „Aids Life“. Hauptziel des Vereins ist es, finanzielle Mittel aufzubringen, um HIV-Positive und an AIDS erkrankte Menschen zu unterstützen. 1993 ging der erste Life Ball im Wiener Rathaus über die Bühne, den Keszler aus eigener Tasche finanzierte. Der Erfolg dieser Veranstaltung veranlasste ihn 1995, endgültig nach Wien zurückzukehren. Seit einigen Jahren widmet er sich beruflich ausschließlich den vielfältigen Aufgaben des Life Balls, welcher 2002 sein 10-jähriges Jubiläum beging und noch immer jedes Jahr neue Rekordergebnisse abwirft. Viele Weltstars und Designer stellen sich dafür unentgeltlich in den Dienst der Sache, als langjähriger Mitgestalter der Ausstattung des Balls fungierte auch der Bühnenbildner Stefan Riedl.
Im Juli 2007 veröffentlichte die der FPÖ nahestehende Wochenzeitung „Zur Zeit“ unter dem Titel Die Homoletten-Opfer-Lüge einen Beitrag, in dem Keszler als „Berufsschwuchtel“ bezeichnet wurde. Keszler verklagte den Autor wegen Beleidigung. Dieser verteidigte sich mit der Aussage, dass Keszler „jemand ist, der ständig seine geschlechtliche Orientierung zur Schau trägt wie ein Adelsprädikat“. In erster Instanz wurde der Autor freigesprochen, da die Bezeichnung zwar zweifellos eine Beschimpfung und der gesamte Artikel „böse gegen Homosexuelle geschrieben“ sei, jedoch „zu wenig beleidigend, um die Meinungsfreiheit außer Kraft zu setzen“. Keszler legte Berufung ein und startete zum Life Ball 2008, gleichzeitig International Day Against Homophobia, eine ironische Aktion gegen Homophobie. Auf der Webseite www.berufsschwuchtel.org präsentierten sich über 100 prominente Österreicher und Österreicherinnen mit Berufsschwuchtel-T-Shirts, darunter der Experte für Fragen der Etikette Thomas Schäfer-Elmayer. Sharon Stone sagte bei der Life-Ball-Eröffnung, dass Keszler für sie kein „business faggot“ sei und übersprayte sein T-Shirt demonstrativ mit einem durchgestrichenen Kreis.
Zu den Gründungspersonen des Life Balls zählten neben Gery Keszler u. a. Chris Lohner, Alfons Haider, Benimm-Papst Thomas Schäfer-Elmayer, u. a. Künstler. Auch der damalige Wiener SPÖ-Chef und Bürgermeister Helmut Zilk stellte sich – trotz zahlreicher Anfeindungen – von Anfang an hinter das Projekt.
Keszler brachte internationale und nationale Stars wie Bill Clinton, Elton John, Katy Perry, Whoopi Goldberg, Naomi Campbell, Pamela Anderson, Liza Minnelli, Anna Netrebko, Kylie Minogue, Heidi Klum, Falco, Cyndi Lauper, Sharon Stone, Nena, Charlize Theron, Antonio Banderas, DJ Ötzi, Nina Hagen, Alice Merton, Brigitte Nielsen, Dita von Teese, Brooke Shields, Lisa Stansfield, Christina Perri, Conchita Wurst, Thomas Gottschalk, Lotte Tobisch, Caitlyn Jenner, Verona Pooth, Eva Longoria, Hans Krankl, Dagmar Koller, Anastacia, und viele mehr zum Life Ball.
Im Sommer 2008 war Gery Keszler einer von vier Kandidaten in der ORF-Show „Die Überflieger“.
Im Jahr 2016 nahm er – gemeinsam mit Profitänzerin Alexandra Scheriau – bei der ORF-Tanzshow Dancing Stars teil.
Im Jahr 2016 fand der Life Ball nicht statt, seit 2017 jedoch wieder wie gewohnt jährlich. 2019 verkündete Gery Keszler, dass – aufgrund mangelnden Geldes, Unterstützung und Sponsoren – dieses Jahr der letzte Life Ball über die Bühne gehen werde. Von Seiten der Stadt Wien wurde Keszlers Lebenswerk – das Engagement für mehr Gleichberechtigung, Toleranz und Entschlossenheit im Kampf gegen AIDS bzw. HIV – gewürdigt.

## Auszeichnungen
Im Jahre 2003 wurde er vom Public Relations Verband Austria (PRVA) als Kommunikator des Jahres ausgezeichnet. Die Laudatio im Ringturm hielt der SPÖ-Politiker und ehemalige Bürgermeister Helmut Zilk, einer der ersten Förderer Keszlers.
An der Donau-Universität Krems war er Pate des 2. Jahrgangs (2001–2003) des Lehrgangs PR und Integrierte Kommunikation.
Am 20. September 2006 wurde ihm für sein Engagement und seine Zivilcourage das Goldene Verdienstzeichen des Landes Wien verliehen. Die Laudatio hielt die SPÖ-Gesundheitsstadträtin Renate Brauner. Der Hietzinger ÖVP-Bezirksrat Walter Schlager protestierte in einer Mail an die Stadträtin gegen diese Auszeichnung, bezeichnete sie als „Katastrophe“ und die SPÖ als „Beschützerin der Andersartigen“.
Weil Gery Keszler „Maßstäbe in Toleranz und Mitmenschlichkeit setze“, wurde ihm während des 16. Life Ball am 17. Mai 2008 das Goldene Ehrenzeichen für Verdienste um die Republik Österreich durch Claudia Schmied, SPÖ-Bundesministerin für Unterricht, Kunst und Kultur, überreicht.
2011 wurde Gery Keszler vom Österreichischen Fundraising Verband als Fundraiser des Jahres ausgezeichnet. Im September 2012 wurde Keszler vom Regierenden Bürgermeister der Stadt Berlin, dem SPD-Politiker Klaus Wowereit, mit dem ReD Award ausgezeichnet. Im Oktober 2012 wurde er mit dem HOPE Award, übergeben durch Laudator Ben Becker, ausgezeichnet. Die Verleihung des HOPE Award ist der Höhepunkt der alljährlich stattfindenden HOPE-Gala in Dresden.
2014 erhielt Keszler im Rahmen des First Ladies Luncheon in New York den League of Gentlemen Award.
2021 wurde Keszler vom Österreichischen Roten Kreuz gemeinsam mit dem Science-Buster Martin Moder und dem Rechts-Professor Joseph Marko mit dem Heinrich-Treichl-Humanitätspreis ausgezeichnet.